# Asso
Asso là một đô thị ở tỉnh Como, vùng Lombardia (Italia). Asso có dân số 3.524 người và diện tích là 6,46 km², với mật độ 546 người/km².
Tại đây có tòa lâu đài xây dựng vào thế kỷ 12, ngày nay chỉ còn lại tòa tháp còn trong điều kiện tốt. Nhà thờ chính được xây vào khoảng 1641-1675.

## Đô thị kết nghĩa
- Saint-Péray, Pháp, từ năm 2001